# گاه‌شمار تاریخ گرجستان
گاهشماری رویدادهای تاریخی گرجستان

## ۱٬۸۰۰٬۰۰۰ سال پیش از میلاد مسیح
- انسان گرجی

## سدهٔ ۶۲ پیش از میلاد
- فرهنگ شولاوری-شوموتپه

## سدهٔ ۳۴ پیش از میلاد
- فرهنگ کورا-ارس

## سدهٔ ۲۵ پیش از میلاد
- کارتلوس

## سدهٔ ۲۰ پیش از میلاد
- فرهنگ تریالتی

## سدهٔ ۱۲ پیش از میلاد

نقشهٔ اوپلیستسیخه

- فرهنگ کولخیس
- دیائوخی
- بنای شهر سنگی اوپلیستسیخه

## سدهٔ ۶ پیش از میلاد
- سقوط امپراتوری اورارتو

## سدهٔ ۴ پیش از میلاد

ایالت‌های قلمرو پادشاهی گرجستان باستان در طول حکومت پارناواز یکم

- آغاز سلطنت پارناواز یکم
- تشکیل دولت پادشاهی ایبری

## سدهٔ ۳ پیش از میلاد
- اختراع اولین الفبای گرجی

## سدهٔ ۱ پیش از میلاد
- قدیمی‌ترین کتیبهٔ کشف شده خط گرجی

## سدهٔ ۱ میلادی
- ورود اندریاس و پطرس، حواریون عیسی به گرجستان برای تبلیغ مسیحیت[۱]

## سدهٔ ۴ میلادی
- رسمیت دین مسیحیت در گرجستان ۳۱۹، ۳۲۶ یا ۳۳۷ میلادی

## سدهٔ ۷ میلادی
- نخستین حملهٔ اعراب به گرجستان ۶۵۴ میلادی

## سدهٔ ۱۱ میلادی
- تشکیل دولت پادشاهی گرجستان ۱۰۰۸ میلادی
- خودمختاری کلیسای ارتدکس گرجی ۱۰۱۰ میلادی
- حملهٔ ترکان سلجوقی به گرجستان ۱۰۶۵ میلادی
- تولد داویت چهارم ۱۰۷۳ میلادی
- آغاز سلطنت داویت چهارم ۱۰۸۹ میلادی

پادشاهی گرجستان در زمان حکومت داویت چهارم

## سدهٔ ۱۲ میلادی
- شکست اعراب مسلمان و ترکان سلجوقی در نبرد دیدگوری و اخراج آنان از گرجستان توسط داویت چهارم ۱۱۲۱ میلادی
- درگذشت داویت چهارم ۱۱۲۵ میلادی
- تولد ملکه تامار ۱۱۶۰ میلادی
- آغاز پادشاهی ملکه تامار ۱۱۸۴ میلادی
- سرودن قصیدهٔ حماسی پلنگینه‌پوش توسط شوتا روستاولی ۱۱۹۶ تا ۱۲۰۷ میلادی

## سدهٔ ۱۳ میلادی
- تسخیر ساحل جنوبی دریای سیاه و تأسیس امپراتوری ترابوزان توسط ملکه تامار
- درگذشت ملکه تامار ۱۲۱۳ میلادی
- حملهٔ جلال‌الدین خوارزمشاه به گرجستان ۱۲۲۵ میلادی

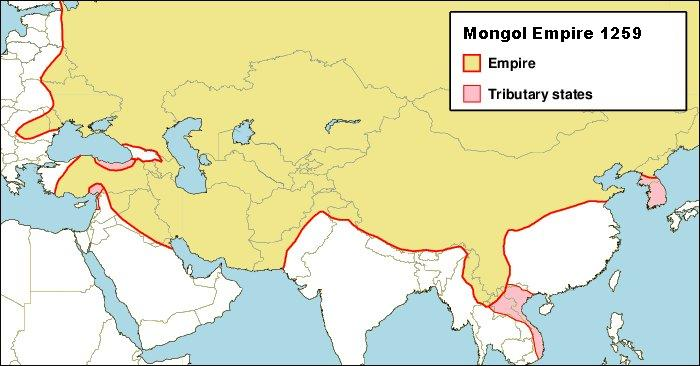
امپراتوری مغول در ۱۲۵۹ میلادی

- حمله مغول به گرجستان ۱۲۳۸ میلادی[۲]

## سدهٔ ۱۴ میلادی
- آغاز سلطنت گیورگی پنجم ۱۳۱۴ میلادی
- اخراج مغول‌ها از گرجستان ۱۳۳۱ میلادی
- آغاز حملات ۸ گانهٔ تیمور لنگ به گرجستان ۱۳۸۶ میلادی

## سدهٔ ۱۵ میلادی
- پایان حملات ۸ گانهٔ تیمور لنگ به گرجستان ۱۴۰۳ میلادی
- حملهٔ امپراتوری عثمانی به گرجستان ۱۴۶۰
- سقوط دولت پادشاهی گرجستان و تشکیل سه پادشاهی کاختی، کارتلی و کارتلی ۱۴۸۴ تا ۱۴۹۳ میلادی

تجزیه گرجستان در سال ۱۴۹۰ میلادی

## سدهٔ ۱۶ میلادی
- آغاز حملات ۲۳ گانهٔ صفویان به گرجستان ۱۵۰۱ میلادی

## سدهٔ ۱۷ میلادی
- بزرگترین حملهٔ شاه عباس یکم به گرجستان که در نتیجهٔ آن ۷۰٬۰۰۰ گرجی کشته و ۱۳۰٬۰۰۰ گرجی نیز اسیر شده و به ایران تبعید شدند. ۱۶۱۶ میلادی

(در منابع گرجی، تعداد کشته‌ها ۱۰۰٬۰۰۰ و تعداد اسرا ۱۵۰٬۰۰۰ ذکر شده‌است)

## سدهٔ ۱۸ میلادی
- فتح تفلیس توسط نادر شاه ۱۷۳۵ میلادی
- تشکیل دولت پادشاهی کارتلی و کاختی ۱۷۶۲ میلادی
- امضای عهدنامه گرجیوسک مبنی بر حمایت روسیه از گرجستان ۱۷۸۳ میلادی
- آغاز سلطنت گیورگی دوازدهم ۱۷۹۸ میلادی

## سدهٔ ۱۹ میلادی
- انضمام گرجستان به روسیه در پی درگذشت گیورگی دوازدهم ۱۸۰۰ میلادی

## سدهٔ ۲۰ میلادی

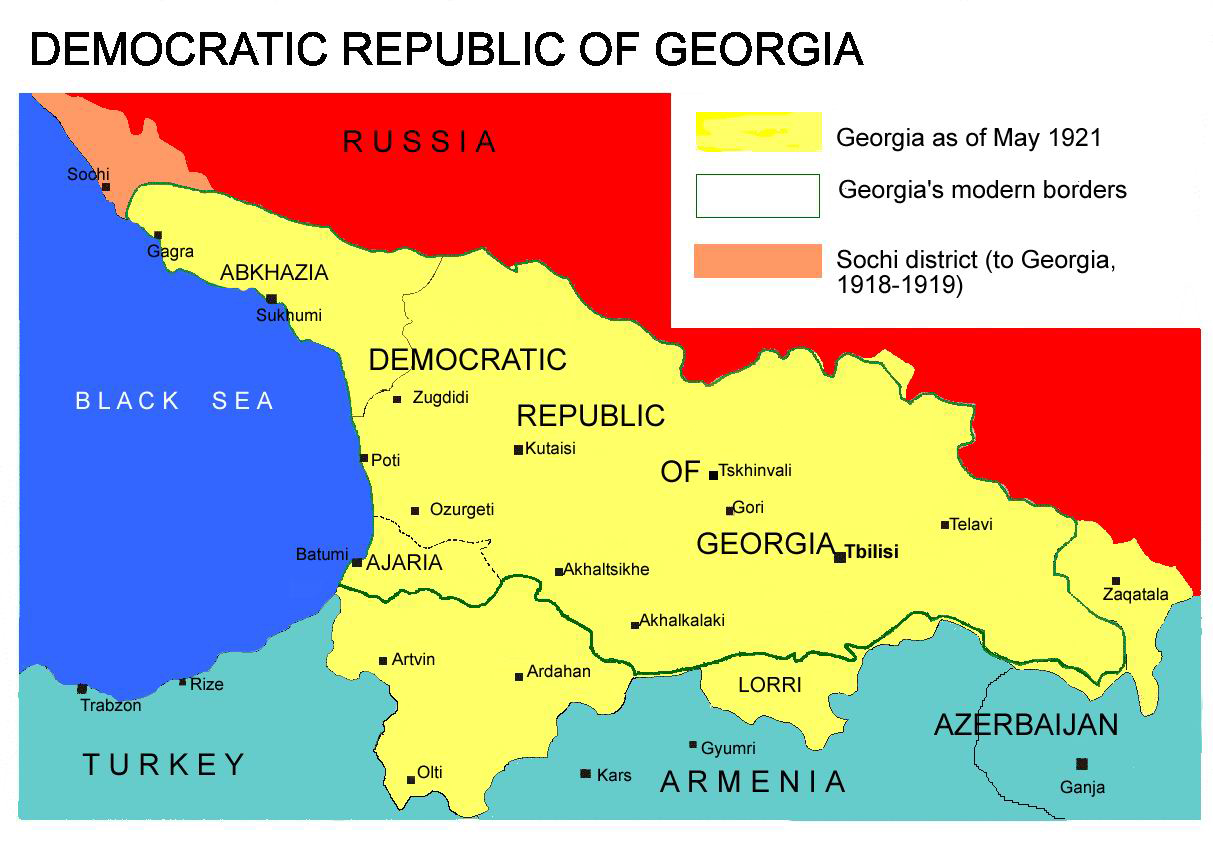
جمهوری دموکراتیک گرجستان

- اعلام استقلال گرجستان از روسیه تزاری و تشکیل دولت جمهوری دموکراتیک گرجستان ۲۶ مهٔ ۱۹۱۸ میلادی
- انضمام گرجستان به شوروی در پی حملهٔ نیروهای بلشویک به گرجستان ۲۵ فوریهٔ ۱۹۲۱ میلادی
- استقلال گرجستان از شوروی ۹ آوریل ۱۹۹۱ میلادی[۳]

## سدهٔ ۲۱ میلادی
- انقلاب گل رز نوامبر ۲۰۰۳ میلادی
- جنگ گرجستان با روسیه ۷ اوت ۲۰۰۸ تا ۱۶ اوت ۲۰۰۸ میلادی